# Recipiente

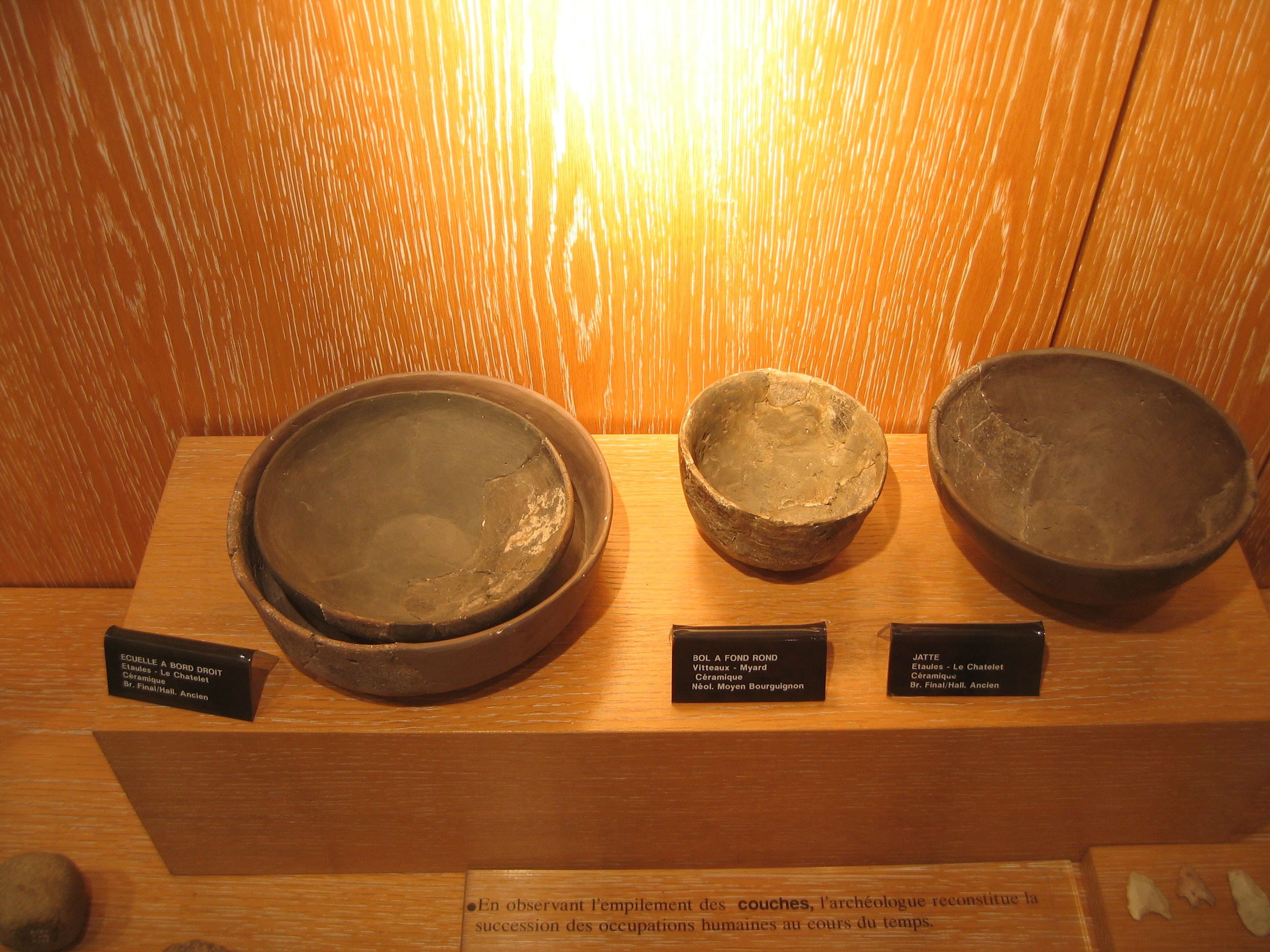
Tipología de recipientes en arqueología, de izquierda a derecha: escudilla, copa, cuenco.

Un recipiente, como objeto para contener o guardar algo, es todo receptáculo destinado a albergar en su interior hueco productos sólidos (o semisólidos, como polvos, gránulos), líquidos o gases, y usado en numerosos ámbitos de la vida cotidiana, el comercio y la industria. Generalmente aplicado a objetos, admite también uso abstracto o figurado. Cuando se ordena en serie se ajusta más a la definición de envase.
En arqueología es sinónimo de vaso.

## Tipología y tamaños
Corripio agrupa como

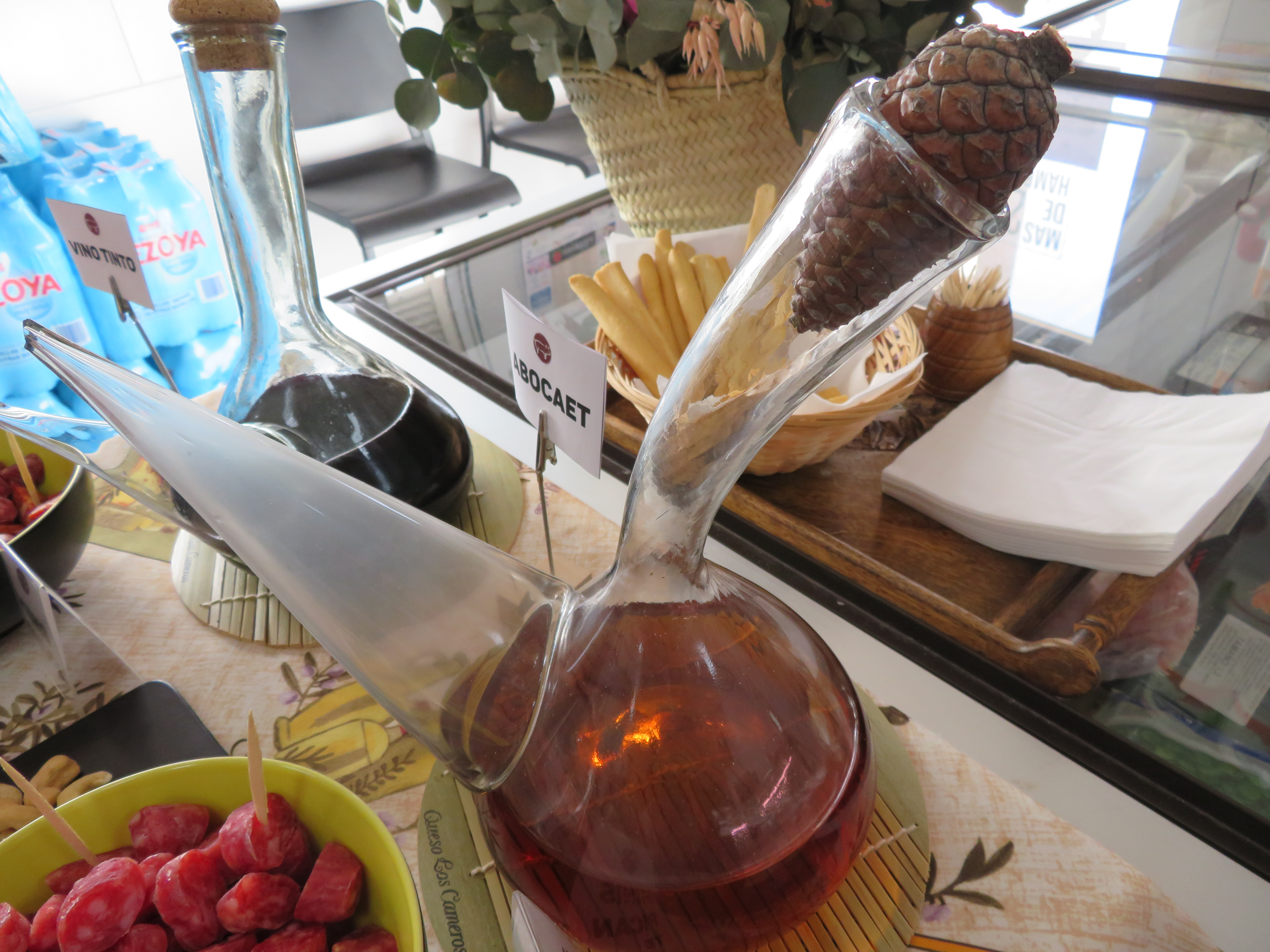
El Porrón (barral o porró en valenciano), es un recipiente típico de España, es para beber vino.

recipientes: cazo, olla, perol, cazuela, puchero, cacharro, jarro, caldero, caldera, cacerola, marmita, lata, bote, pote, tarro, sartén, paila, portaviandas, fiambrera, tartera, paellera, tetera, cafetera, lechera, frutero, piñata, quesera, sopera, bandeja, plato, escudilla, fuente, cuenco, platillo, cenicero, bandejita, patena, vasera... Todos en el ítem de receptáculo, dividido en 1.(receptáculos varios); 2. Recipiente; 3. Vasija, botella; 4. Depósito; 5. Caja; y 6. Envasar, meter.
Su tamaño es muy variable, desde las tinajas de vino de casi ocho mil litros o los tanques de petróleo hasta el conjunto de frascos y delicado material de laboratorio, pasando por todo tipo de utensilio de cocina u objetos tan diversos como depósitos de todo tipo, desde un orinal a una piscina, o contenedores de diferentes gamas y fines. Los materiales de qué está hecho pueden ser muy variados (cuero, arcilla, piedra, metal, vidrio, madera, plástico o elastómero, etc).

## Etimología
Del latín recipĭens, -entis, que recibe, participio del verbo «recipĕre», recibir.